# سونيا والجير
سونيا والجير (بالإنجليزية: Sonya Walger)‏ هي ممثلة بريطانية، ولدت في 6 يونيو 1974 في المملكة المتحدة.

## أعمال

### أفلام
- (1999) سفينة نوح
- (2013) القبول

### مسلسلات
- الضياع
- سفينة نوح
- نيويورك
- فضيحة[5]
- فلاش فورورد

## وصلات خارجية
- سونيا والجير على موقع IMDb (الإنجليزية)
- سونيا والجير على موقع روتن توميتوز (الإنجليزية)
- سونيا والجير على موقع ألو سيني (الفرنسية)
- سونيا والجير على موقع أول موفي (الإنجليزية)
- سونيا والجير على موقع قاعدة بيانات برودواي على الإنترنت (الإنجليزية)
- سونيا والجير على موقع إن إن دي بي (الإنجليزية)
- سونيا والجير على موقع قاعدة بيانات الفيلم (الإنجليزية)
- سونيا والجير على موقع كينوبويسك (الروسية)